# Folgosa (Asturias)
Folgosa es una entidad de población española de la parroquia de Trabada, perteneciente al municipio de Grandas de Salime, en la comunidad autónoma de Asturias.

## Historia
Hacia mediados del siglo XIX, el lugar, ya por entonces perteneciente a Grandas de Salime, tenía contabilizada una población de 90 habitantes. Aparece descrito en el octavo volumen del Diccionario geográfico-estadístico-histórico de España y sus posesiones de Ultramar de Pascual Madoz con las siguientes palabras:

FOLGOSA: l. en la prov. de Oviedo, ayunt. de Grandas y felig. de Sta. Maria de Trabada: sit. al pie de las montañas de la Cuia. prod.: centeno, maiz, patatas, nabos y algunas frutas; y en la parte oriental donde hay montes poblados de robles, se crian lobos, jabalies y corzos. pobl.: 14 vec., 90 almas.
(Madoz, 1847, p. 114)

En 2023, la entidad singular de población, encuadrada dentro de la entidad colectiva de Trabada, tenía empadronados trece habitantes y el núcleo de población, también trece.